# Trox variolatus
Trox variolatus är en skalbaggsart som beskrevs av Melsheimer 1845. Trox variolatus ingår i släktet Trox och familjen knotbaggar. Inga underarter finns listade i Catalogue of Life.

## Bildgalleri

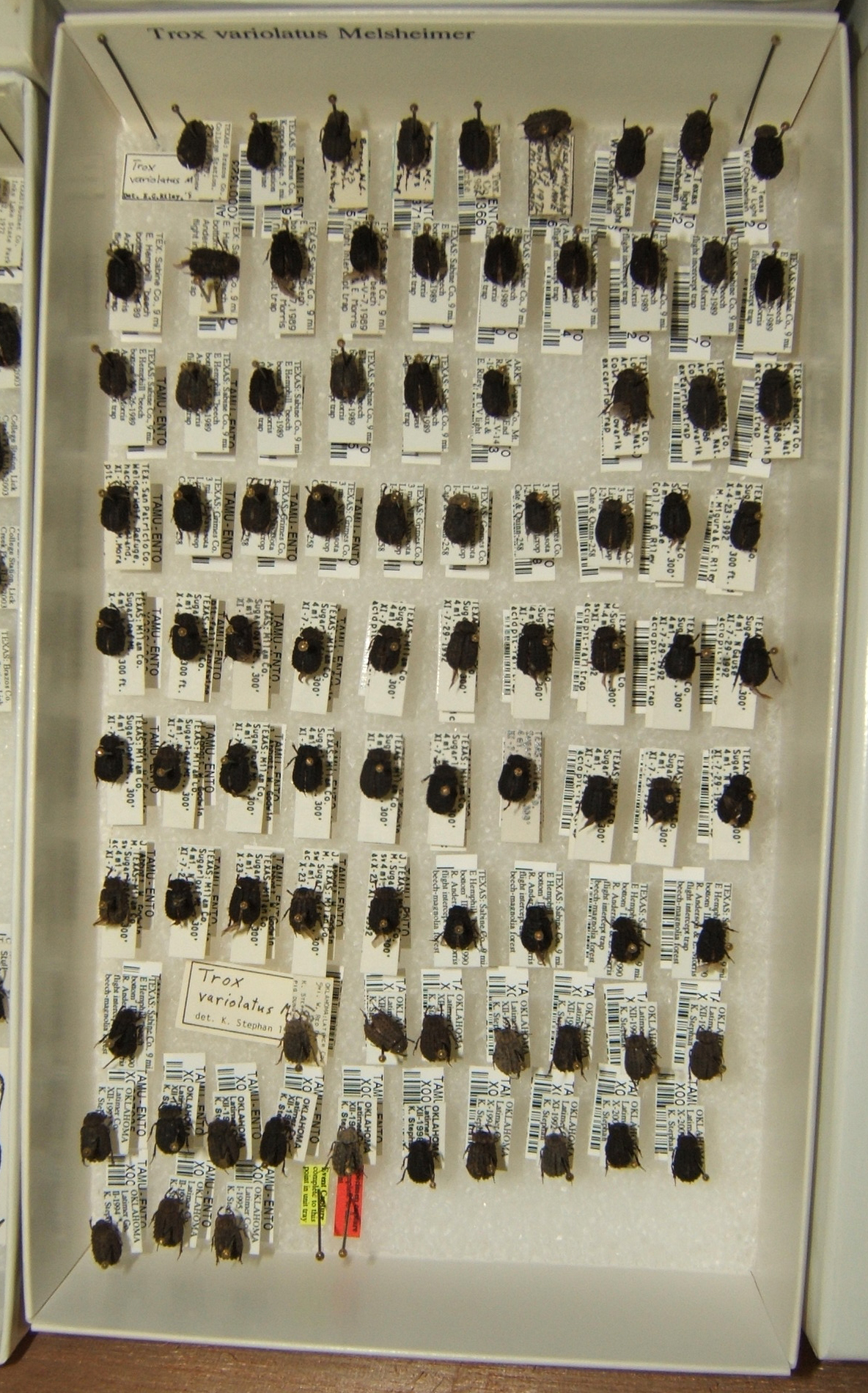